# Musée Davia Bargellini
Le musée Davia Bargellini ou musée d'art industriel Davia Bargellini (Museo civico d'arte industriale Davia Bargellini) est un musée situé dans le palais Davia Bargellini à Bologne en Italie.

## Bâtiment
Le palais est une construction du XVIIe siècle à la structure monumentale, dessinée par l'architecte Bartolomeo Provaglia, lequel renonce pour l'occasion à la structure classique avec portique pour mettre en valeur le caractère unique et grave du lieu, par un espace laissé ouvert faisant face au portique de la basilique Santa Maria dei Servi. Deux atlantes, sculptés par Francesco Agnesini et Gabriele Brunelli, encadrent l'entrée.

## Collections

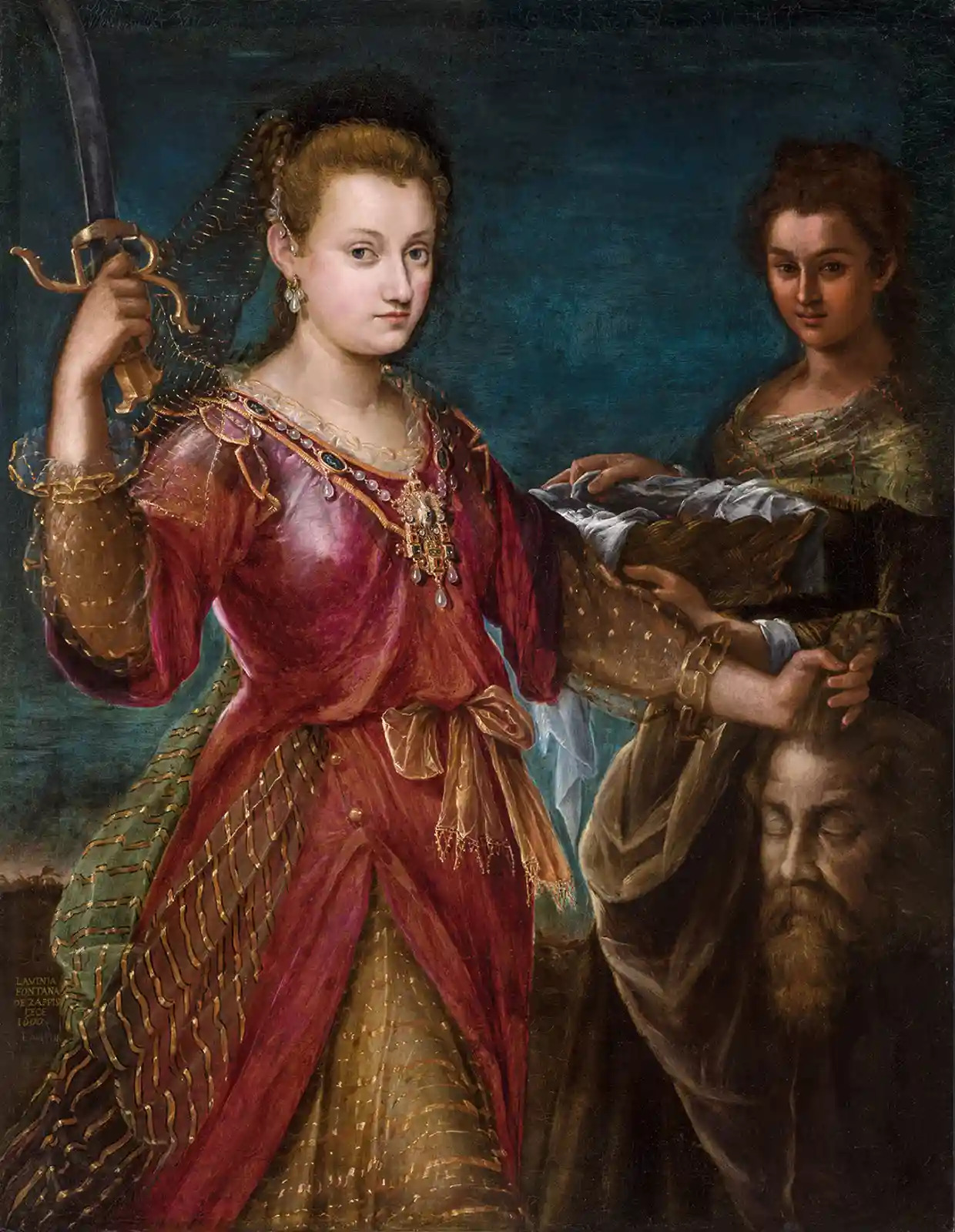
Judith avec la tête d'Holopherne, par Lavinia Fontana vers 1595-1600.

Le musée recèle divers mobiliers provenant de villas patriciennes ou bourgeoises, des ustensiles, des meubles de culte, des céramiques, des tableaux — parmi lesquels se distinguent des œuvres de Vitale da Bologna, de Simone dei Crocifissi et d'Innocenzo Francucci —, ainsi que des sculptures d'élèves de l'école de Jacopo della Quercia.